# Thanissaro Bhikkhu
Thanissaro Bhikkhu (Geoffrey DeGraff) (1949 - ) es un monje budista estadounidense de la tradición  kammatthana (Tradición tailandesa del bosque).
Después de graduarse de Oberlin College en 1971 con un grado en Historia Intelectual Europea viajó a Tailandia, donde estudió la meditación bajo Ajahn Fuang Jotiko, quien era así mismo un estudiante de Ajahn Lee Dhammadharo. Se ordenó en 1976 y vivió en Wat Dhammasathit, donde permaneció hasta la muerte de su maestro en 1986. En 1991 viajó a las montañas del Condado de San Diego, Estados Unidos, donde ayudó a Ajaan Suwat Suwaco  para establecer Wat Mettavanaram (Monasterio Metta Forest). Se hizo cargo del Monasterio en 1993. Su larga lista de publicaciones incluye traducciones del Tailandés, manuales de meditación de Ajahn Lee Dhammadharo; El código de monjes budistas; Alas para despertar; y (como coautor) el libro de nivel  universitario, Religiones Budistas: Una introducción histórica.